# Železniška proga Zidani Most–Šentilj–d. m.
Železniška proga Zidani Most–Šentilj–državna meja je ena izmed železniških prog, ki sestavljajo železniško omrežje v Sloveniji. Železniške postaje si na progi sledijo po sledečem vrstnem redu: